# Aphis hypericiphaga
Aphis hypericiphaga är en insektsart som beskrevs av Pashtshenko 1993. Aphis hypericiphaga ingår i släktet Aphis och familjen långrörsbladlöss. Inga underarter finns listade i Catalogue of Life.